# Olympische Sommerspiele 1920/Rudern – Doppelzweier
Der Ruder-Doppelzweier der Männer bei den Olympischen Sommerspielen 1920 wurde am 27. und 29. August auf dem Seekanal Brüssel-Schelde ausgetragen.

## Ergebnisse

### Halbfinale

#### Halbfinale 1
| Rang | Nation  | Athleten                         | Zeit       |
| ---- | ------- | -------------------------------- | ---------- |
| 1    | Italien | Pietro Annoni / Erminio Dones    | 7:25,4 min |
| 2    | Belgien | Ernest Sadzawka / Georges Léonet | 7:34,8 min |

#### Halbfinale 2
| Rang | Nation     | Athleten                  | Zeit       |
| ---- | ---------- | ------------------------- | ---------- |
| 1    | Frankreich | Gaston Giran / Alfred Plé | 7:26,0 min |

#### Halbfinale 3
| Rang | Nation             | Athleten                             | Zeit       |
| ---- | ------------------ | ------------------------------------ | ---------- |
| 1    | Vereinigte Staaten | Paul Costello / John B, Kelly senior | 7:16,8 min |
| 2    | Niederlande        | Bastiaan Veth / Koos de Haas         | 7:24,8 min |

### Finale
| Rang | Nation             | Athleten                             | Zeit       |
| ---- | ------------------ | ------------------------------------ | ---------- |
| 1    | Vereinigte Staaten | Paul Costello / John B, Kelly senior | 7:09,0 min |
| 2    | Italien            | Pietro Annoni / Erminio Dones        | 7:19,0 min |
| 3    | Frankreich         | Gaston Giran / Alfred Plé            | 7:21,0 min |